# Gran Turismo (серия игр)
Gran Turismo — серия гоночных видеоигр-симуляторов, разработанная компанией Polyphony Digital и выпущенная только для игровых консолей компании Sony.
Продюсер всех игр серии — Кадзунори Ямаути.
Игры серии получили признание во многом благодаря использованию в игре реальных автомобилей и сложной физической модели.
Gran Turismo внесла существенный вклад в развитие гоночных игр.
По состоянию на 8 мая 2018 года общий тираж игр серии Gran Turismo составил 80,4 млн копий.

## Игры

### Gran Turismo
Среди всех игр для консоли PlayStation Gran Turismo разошлась самым большим тиражом. Игра включает в себя 11 обычных треков, 3 так называемых endurance-трека, и множество заданий на время (time-trials). Поведение машины моделируется не столь тщательно, как в последующих играх серии, и структура игры ещё не сформирована окончательно, но основные характерные черты присутствуют, включая возможность получать автомобили в качестве призов за победу в гонках. Также представлена система получения лицензий, дающих право на участие в некоторых гонках. Игрок начинает игру с некоторым количеством денег, которые можно потратить на покупку автомобилей как в фирменных магазинах (например, один магазин продаёт только Toyota, другой — только Mitsubishi и т. д.) так и у дилеров подержанных машин, а также на тюнинг, покупая запчасти в соответствующих магазинах. Игроки могут тратить призовые деньги, полученные за участие в гонках, на дальнейшую настройку имеющихся автомобилей и на покупку новых. Некоторые из гонок доступны только для определённых машин или же при наличии у игрока соответствующей лицензии.

### Gran Turismo 2
Вышла в 1999/2000 для игровой приставки PlayStation. Gran Turismo 2 включала в себя 27 трасс и около 650 автомобилей, сделавшей её одной из самых больших игр на то время.
Ограниченная версия «Le Mans Special Edition» доступная во Франции с июня 2000 года включала бонусный диск, позволявший создать сохранение игры («Defi GT2») с открытой лицензией B, 15 гоночными автомобилями и 100 000 кредитами.

### Gran Turismo 2000
Вышла в 1999 году для показа возможностей PlayStation 2. Игра включала в себя только один гоночный трек Seattle и одну машину доступную для игрока — Mitsubishi Lancer Evolution V GSR, но соперники могли ездить на других машинах — Honda NSX, Nissan Skyline (R34), Mazda RX7, Toyota Altezza, Subaru Legacy.

### Gran Turismo 3: A-Spec
Первая игра серии для PlayStation 2, Gran Turismo 3: A-Spec (GT3) обладает улучшенной графикой и новыми возможностями геймплея, такие, как смена масла. Игра вышла в июле 2001 года. Режим карьеры был переработан. На июнь 2007 года было продано 1 890 000 копий в Японии, 7 140 000 в Северной Америке, 5 840 000 в Европе, и 10 000 в Юго-Восточной Азии.

### Gran Turismo 4
Gran Turismo 4 (GT4) была выпущена в 2004/2005, обладала 721 автомобилями и более чем 51 трассами (включая Нюрбургринг), и значительные дополнения устанавливаемых спойлеров, закись азота, фото режим, возможность auto-drive, названную «B-spec», и поддержку видео высокой чёткости. Оригинально задуманный онлайн-компонент игры не был включён.

### Gran Turismo 4 Online
Публичная бета-версия игры Gran Turismo 4 Online свободно распространялась филиалами SCE 5000 японских и южнокорейских игрокам. Онлайн-сервисы тестировались 3 месяца летом 2006 года и включали режим экстра онлайн, включая гонку шести игроков, онлайн соревнованием на время с ранжированным чартом, а также функцией чата.

### Gran Turismo (PSP)
Gran Turismo (PSP) предполагалась портированной версией Gran Turismo 4 для PSP. Первоначально игра должна была выйти вместе с выходом PSP, но многочисленные задержки отложили этот срок до 1 октября 2009 года. Из ключевых особенностей игры — возможность перенести заработанные авто в полную версию GT5.

### Gran Turismo HD
Gran Turismo HD, на выставке E3-2006 носившая название Vision Gran Turismo, стала первой игрой из серии Gran Turismo, вышедшей на PlayStation 3. Игра стала доступна для бесплатного скачивания с 26 декабря 2006 года.

### Gran Turismo 5 Prologue
Анонсирована на выставке E3 в 2007 году. Gran Turismo 5 Prologue Spec III поддерживает онлайн-режим до 16 игроков, 73 автомобиля и 6 трасс.

### Gran Turismo 5
Gran Turismo 5 вышла в свет 24 ноября 2010 года.

### Gran Turismo 6
Игра выпущена 6 декабря 2013 года. Доступна лишь на PlayStation 3.

### Gran Turismo Sport
Седьмая часть серии анонсирована 27 октября 2015 года на выставке компьютерных игр Paris Game Week эксклюзивно для Playstation 4. Игра даст возможность игрокам участвовать в онлайн-соревнованиях, которые будут проходить круглый год под эгидой Международной федерации автоспорта в те же дни и на тех же трассах, что и этапы реальных мировых чемпионатов.
В 2018 году Gran Turismo Sport заняла первое место в номинации «Гоночная игра года 2017» по мнению журнала «Игромания».

### Gran Turismo 7
Восьмая игра серии, анонс которой состоялся на трансляции показа PlayStation 5 в июне 2020 года. Релиз игры состоялся 4 марта 2022 года.

### Gran Turismo 8
Находящаяся в разработке девятая игра в серии, разработка была подтверждена Кадзунори Ямаути в феврале 2023 года.

## Экранизация
В июле 2013 года представитель Sony подтвердил просочившиеся в СМИ слухи о том, что компания работает над экранизацией игры. После долгой тишины 27 мая 2022 года стало известно, что Sony готовит фильм по данной франшизе. Режиссёром выступает Нил Бломкамп, который рассматривает возможность снять боевик.

## Соревнования человека с компьютером
Sony Interactive Entertainment, студия Polyphony Digital и инновационный отдел Sony AI совместно разработали бота Gran Turismo Sophy, который на соревнованиях в октябре 2021 года победил лучших игроков-людей, а в командном заезде превзошёл людей по очкам в два раза.